# ピエトロ2世・ディ・サヴォイア

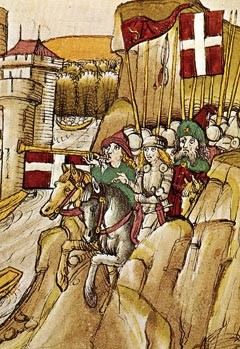
ベルンに到着したピエトロ

ピエトロ2世・ディ・サヴォイア（イタリア語：Pietro Ⅱ di Savoia, 1203年 - 1268年5月15日）は、リッチモンド領主（在位：1240年4月 - 1268年）、レーグル領主、のちにサヴォイア伯（在位：1263年 - 1268年）。また、1241年から1242年までドーヴァー城の城代および海岸の管理人（のちにLord Warden of the Cinque Portsと呼ばれるようになる）をつとめた。1243年、ロンドンのテムズ川のそばの土地を手に入れ、そこにサヴォイ・パレスを建設した。小シャルルマーニュ（il Piccolo Carlomagno）とよばれた。

## 生涯

### 初期の経歴
ピエトロ2世はサヴォイア伯トンマーゾ1世とマルグリット・ド・ジュネーヴの第7男であり、イングランド王妃エリナー・オブ・プロヴァンスの伯父にあたる。ピエトロはイタリアのスーザで生まれた。兄弟姉妹には、サヴォイア伯アメデーオ4世、グリエルモ、フランドル伯トンマーゾ2世、ボニファーチョ、フィリッポ1世およびベアトリーチェ・ディ・サヴォイアがいる。また、姉ベアトリーチェとその娘たちであるフランス王妃マルグリット、イングランド王妃エリナー、ローマ王妃サンシーおよびシチリア王妃ベアトリスを通じて、サヴォイア家とピエトロは、多くの地位と影響力を手に入れることとなる。
貴族の家の長男でなかったため、ピエトロは聖職者の道を進み、父トンマーゾ1世はピエトロをローザンヌの律修司祭に任じた。また、1231年に新しい常任司教が指名される前、ピエトロは代理司教となった。その時点で、ピエトロはすでに聖職者としての人生に不安を感じていた。父トンマーゾ1世が死去し、ピエトロは長兄アメデーオ4世に対しサヴォイア伯領内のかなりの部分を要求した。ピエトロとその兄弟は1234年にシヨン城で面会し、そこで和解交渉を行い、アメデーオ4世を家長として認めた。これより、ピエトロは重要な城であるサン＝ランベール＝アン＝ビュジェイにあるコルニヨン城および現在のオトヴィル＝ロンプヌにあるアンジュヴィル城の支配権を与えられ、どちらの城もピエトロがジュネーヴ伯に対し脅威を与えるのに役立った。兄グリエルモはピエトロとアニェス・ド・フォシニーの結婚交渉を行った。この結婚によりピエトロはさらに領土を獲得したため、ピエトロは兄たちと対立することはほとんどなくなった。
ピエトロは領土のさらなる拡大を望み、叔父ジュネーヴ伯ギヨーム2世との対立を招いた。1236年ごろ、ピエトロは従兄弟ロベール・ド・ジュネーヴに待ち伏せされ、捕らえられた。その結果勃発した争いが1237年に終結し、アメデーオ4世はギヨーム2世に対し、20,000マルクの支払いとアルロ城を渡すことを要求する条約に署名することを強要した。1240年、ピエトロの弟フィリッポが、ジュネーブが支持するジャン・ド・コソネイとローザンヌ司教の選挙において争ったとき、ピエトロは6,000人の軍隊を連れてきたが、戦いは決定的には解決されなかった。
彼はサヴォイア周辺の領地をさらに支配するため、金と武力の両方を使い続けた。1244年5月、グリュイエール伯ラウル3世はピエトロに対しグリュイエール城を譲り、ピエトロはそれをラウル3世の次男ギヨームに与え、ギヨームとその相続人がピエトロとその家族に仕えることを合意させた。1244年5月29日、コソネも同様に重要な領土をピエトロとアメデーオに明け渡し、サヴォイアを封主としてこれらの領地を保持した。ピエトロはペイ・ド・ヴォーの主要な町と交易路の支配権を獲得し続け、しばしば以前の支配者の長男でない息子たちにそれらを与えた。ピエトロはシヨン城の大規模な改修を担当し、1253年までにベルンの庇護者になった。ピエトロがこの地域を広範囲に征服したことにより、フランス語がスイス西部の言語となったともいわれる。

### イングランドにおける経歴
1236年1月、姪エリナー・オブ・プロヴァンスがイングランド王ヘンリー3世と結婚した。1240年4月20日に、ピエトロはヘンリー3世よりリッチモンド領を与えられ、同年末ごろにヘンリー3世によりイングランドに招かれた。1241年1月5日にピエトロは騎士とされリッチモンド伯となったが、自身はその称号を決して受け取らず、公式な文書によりその称号を与えられたこともなかった。1246年2月、ピエトロはストランドとテムズ川に挟まれた地を与えられ、1263年にピエトロはその地にサヴォイ・パレスを建設し、現在はそこにサヴォイ・ホテルが建っている。サヴォイ・パレスは1381年のワット・タイラーの乱の間に破壊された。ピエトロの遺言により、リッチモンド領は姪エリナーに遺され、王領となった。
1241年、ヘンリーは、保留にしていたポワトゥー侵攻への支援を集めるためにピエトロを派遣した。ピエトロはブルゴーニュ公ユーグ4世、ナバラ王テオバルド1世、兄サヴォイア伯アメデーオ4世および義弟プロヴァンス伯レーモン・ベランジェ4世のもとを訪れた。1242年2月、ピエトロはポワトゥーに派遣され、ヘンリー3世のためにそこにどのような支援があるかを確認した。ピエトロは危うく捕らえられそうになったが、かろうじて逃れた。その後ピエトロは姪サンシーとヘンリー3世の弟リチャードとの結婚の交渉を行うため、プロヴァンスに向かった。
1246年、ピエトロはサヴォイアに戻り、アメデーオ4世との間で結婚契約を結んだ。1247年2月にイングランドに戻り、アメデーオ4世の孫娘アラージア・ディ・サルッツォとともにイングランドに戻った。アラージアは同年5月にポンテフラクト男爵エドマンド・ド・レイシーと結婚した。

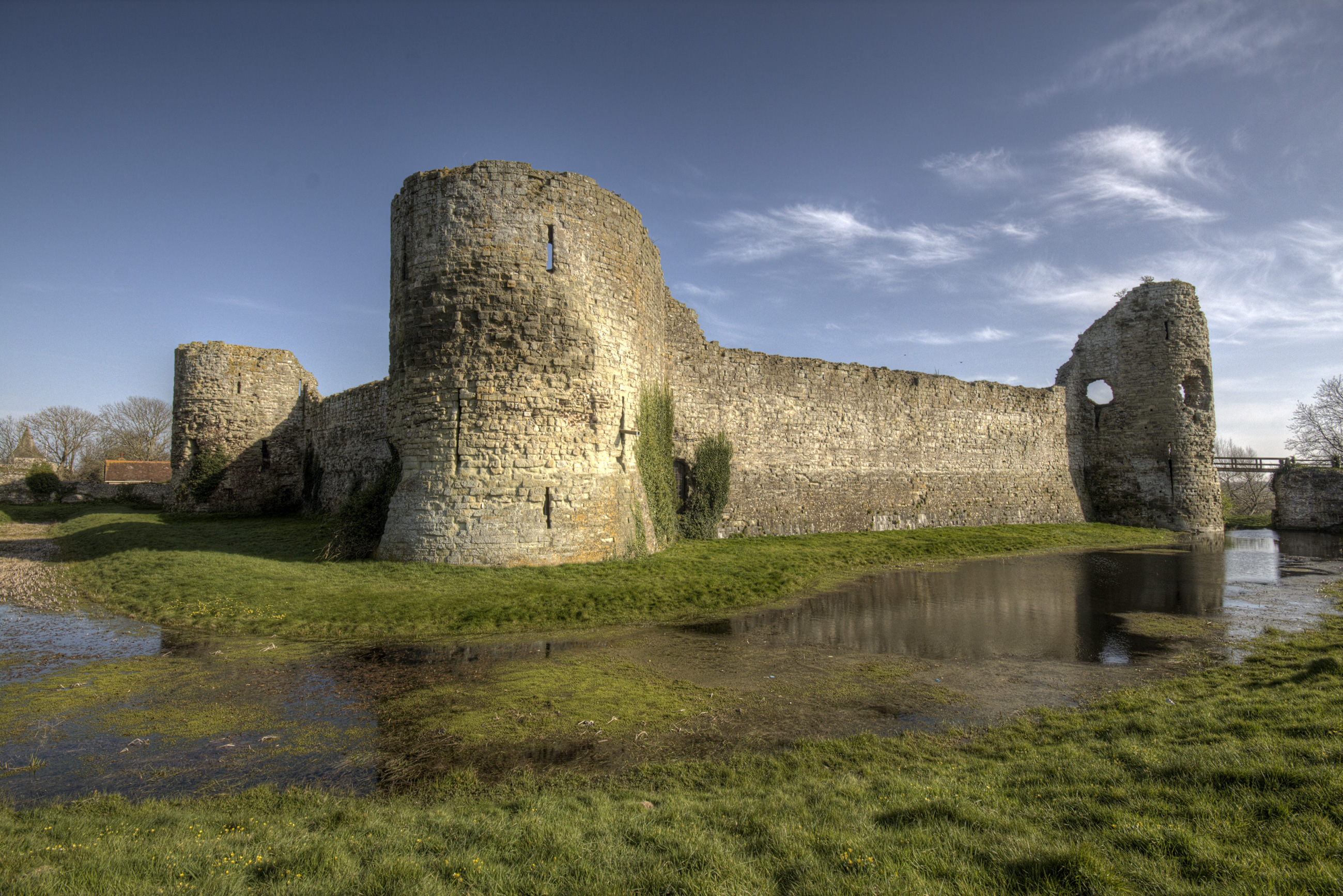
ペヴェンシー城

ウィザム川沿いのボストンは、長年にわたりリンカーンにとって重要な港となっていた。この町は1200年ごろまでブルターニュ公が保持していた。1241年、ピエトロはリッチモンド領と同時にボストンの館を手に入れたが、ピエトロの死後、ブルターニュ公ジャン1世に返還された。ドニントン・マナーもまた、館で土曜に市場を開くことを認める特許状が与えられた1255年ごろに、ジョン・ド・ラ・リュからピエトロに渡ったと考えられている。同年8月15日、市を開催するため同様の特許状が与えられ、これも館で開催された。 1255年4月8日に、イングランド王から月曜日に市場を開催するための勅許状がピエトロに与えられた。
1246年、イングランド王はピエトロにペヴェンシー城を与えた。1258年、第二次バロン戦争において最初ピエトロは6代レスター伯シモン・ド・モンフォール側についた。しかし1261年以降は姪エリナー・オブ・プロヴァンスとイングランド王ヘンリー3世に味方し、モンフォールと対立した。

### イングランドの改革および第二次バロン戦争
ピエトロは、1258年にイングランドで制定され、第二次バロン戦争につながったオックスフォード条項に関連する出来事において、重要な役割を果たした。1258年4月30日にヘンリー3世がウェストミンスターで行った正式な要求に先立ち、多くの貴族が1258年4月12日に王国の改革を支援するために互いに助け合うという厳粛な宣誓を行った。これらの宣誓を行った貴族は改革を支持する運動において中核となり、6代グロスター伯リチャード・ド・クレア、4代ノーフォーク伯ロジャー・ビゴッド、6代レスター伯シモン・ド・モンフォール、ピエトロ・ディ・サヴォイア、ヒュー・ビゴッド、ジョン・ピーター・ド・モンフォールであった。ピエトロ・ディ・サヴォイアは、ヘンリー3世の異母弟リュジニャン家の政治的影響力を減らすために改革中の貴族らを支持した。ヘンリー3世はピエトロと王妃エリナ・オブ・プロヴァンスが宮廷で過度に影響力を発揮していたのを見ていた。しかし、1260年にモンフォールがピエトロを統治評議会から解任したため、ピエトロは改革派と決別した。その後ピエトロは、1263年にサヴォイア伯になるまでサヴォイアで過ごすことが増えていった。

### サヴォイア伯として

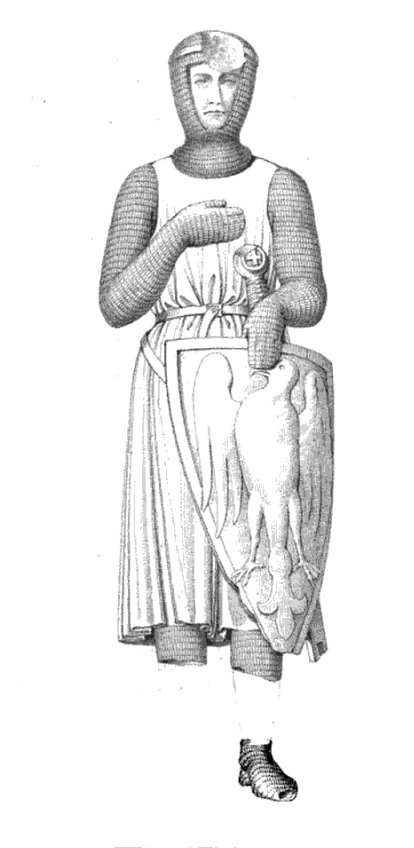
ピエトロ2世の墓碑

1263年に甥のサヴォイア伯ボニファーチョが嗣子なく死去したとき、サヴォイアの継承問題は未解決のままであった。さらにピエトロの他にも、兄トンマーゾの長男で15歳のピエモンテ領主トンマーゾ3世（1248年 - 1282年）という継承権者がいた。ピエトロはサヴォイアに戻り、最終的にサヴォイア伯として認められた。しかしこれはサヴォイアとピエモンテの間の対立につながり、ピエトロとトンマーゾ3世の死後もこの対立は続いた。
ピエトロはサヴォイアを改革するため、ヨーロッパを旅して多くの知識を持ち帰った。まず、そのときサヴォイアで主流であった方形の城でなく円形の城を築きはじめた。またサヴォイア伯領をバイイによる管轄区に分割し、さらにそれらを城代領に分割した。また、財政をより徹底的に管理するためシャンベリに会計局を置いた。ピエトロは伯領全体に適用する法律を発行した最初のサヴォイ伯であった。これらの法令には、裁判官が裁判を遅らせないという規定が含まれていたが、これはイングランドのマグナ・カルタに起因するものであった。
ピエトロはルドルフ・フォン・ハプスブルクと対立するようになり、ルドルフは、シヨン城を含むヴォー領内のピエトロの領地を占領した。ピエモンテから戻ったピエトロは、1266年に軍を率いて城と領地を奪還した。
すでに老齢であったピエトロは、男子相続人なく死去した。ピエトロは遺書を作成した後に死亡したとされ、現在のヴィリナンの上流にあったピエール＝シャテルの城において2つの遺言補足書により遺言が修正された。ピエトロの遺書において、イングランドの領地は姪エリナー・オブ・プロヴァンスに遺されたが、遺言補足書によりサセックスの領地は甥アメデーオ及びルドヴィーコに遺すよう修正された。さらにヘンリー3世によりこれらの遺贈は修正が加えられ、リッチモンド領はヘンリー3世の娘婿ブルターニュ公ジャン2世に、サセックスの領地はエドワード卿に与えられた。しかし、ピエトロの遺言により、サヴォイア伯位は弟でリヨン大司教であったフィリッポ1世が継承した。

## 家族
ピエトロは1326年にアニェス・ド・フォシニーと結婚し、1女が生まれた。
- ベアトリーチェ（1237年頃 - 1310年） - 母よりフォシニーを継承したが、ヴィエノワのドーファン・ギーニュ7世（英語版）と結婚し、サヴォイアの真ん中にあるこの領地をサヴォイア家と対立するヴィエノワのドーファンに与えることとなった[22]。のちガストン7世・ド・ベアルンと再婚した。

ピエトロにはまた、庶子が1人いる。
- イザベラ - サヴォイア伯アメデーオ4世の庶子で従兄弟にあたるピエトロ・ディ・サリネントと結婚